# 岸和田市立野村中学校
岸和田市立野村中学校（きしわだしりつ のむらちゅうがっこう）は、大阪府岸和田市下野町二丁目にある公立中学校。
近隣に市の共同墓地があるほか、北東臨海部には埋立地の工業地帯が広がる。校名は所在地のかつての村名である南郡野村よりとられた。

## 沿革
- 1986年9月26日 - 校名が決定。
- 1987年
  - 4月1日 - 岸和田市立野村中学校として開校。
  - 4月3日 - 開校式を実施。

## 通学区域
- 岸和田市立朝陽小学校の通学区域全域。
- 岸和田市立大宮小学校の通学区域の一部。

## 交通
- 南海本線 和泉大宮駅 北西へ約1km。